# كأس السويد 2010
كأس السويد 2010 (بالسويدية: Svenska cupen i fotboll 2010)‏ هو موسم من كأس السويد. أقيم خلال الفترة 2010 وحتى 13 نوفمبر 2010، وأشرف على تنظيمه اتحاد السويد لكرة القدم، وكان عدد الأندية المشاركة فيه 98، وفاز فيه نادي هلسينغبورغ.

## نتائج الموسم
| المركز | فريق            | لعب | ف | ت | خ | له | عليه | ف.أ | نقاط | ملاحظة |
| ------ | --------------- | --- | - | - | - | -- | ---- | --- | ---- | ------ |
|        | نادي هلسينغبورغ |     |   |   |   |    |      |     |      |        |